# Close to You / Crazy Life
Close to You / Crazy Life (YUNHO from 東方神起) là đĩa đơn tiếng Nhật thứ hai mươi của Tohoshinki, phát hành ngày 5 tháng 3 năm 2008 bởi Rhythm Zone. Đây là đĩa đơn thứ tư nằm trong dự án T.R.I.C.K của album "T".

## Danh sách bài hát

### CD
| STT              | Nhan đề                     | Phổ lời          | Phổ nhạc                                                    | Thời lượng |
| ---------------- | --------------------------- | ---------------- | ----------------------------------------------------------- | ---------- |
| 1.               | "Close to you"              | H.U.B.           | AKIRA                                                       | 3:30       |
| 2.               | "Crazy Life"                | H.U.B.           | Philippe-Marc Anquetil, Christopher Lee-Joe, Marcus Johnson | 4:10       |
| 3.               | "Close to you (Less Vocal)" |                  |                                                             | 3:30       |
| 4.               | "Crazy Life (Less Vocal)"   |                  |                                                             | 4:10       |
| Tổng thời lượng: | Tổng thời lượng:            | Tổng thời lượng: | Tổng thời lượng:                                            | 15:20      |

## Xếp hạng

### OriconSales Chart (Nhật Bản)
| Phát hành          | Chart                        | Vị trí cao nhất | Tổng lượng bán ra |
| ------------------ | ---------------------------- | --------------- | ----------------- |
| 5 tháng 3 năm 2008 | Oricon Daily Singles Chart   | 3               | 4,368             |
| 5 tháng 3 năm 2008 | Oricon Weekly Singles Chart  | 9               | 14.842            |
| 5 tháng 3 năm 2008 | Oricon Monthly Singles Chart |                 |                   |
| 5 tháng 3 năm 2008 | Oricon Yearly Singles Chart  | 351             | 20.379            |

### Korea Top 20 Foreign Albums & Singles
| Phát hành          | Chart               | Vị trí cao nhất | Tổng lượng bán ra |
| ------------------ | ------------------- | --------------- | ----------------- |
| 7 tháng 3 năm 2008 | March Monthly Chart | 2               | 11.760            |

## Ngày phát hành
| Ngày               | Quốc gia | Định dạng           | Nhãn đĩa         |
| ------------------ | -------- | ------------------- | ---------------- |
| 5 tháng 3 năm 2008 | Nhật Bản | CD digital download | Rhythm Zone      |
| 7 tháng 3 năm 2008 | Hàn Quốc | CD digital download | SM Entertainment |